# Attalea amygdalina
Attalea amygdalina là loài thực vật có hoa thuộc họ Arecaceae. Loài này được Kunth mô tả khoa học đầu tiên năm 1816.